# Xanthaptychia
Xanthaptychia is een geslacht van korstmossen behorend tot de familie Teloschistaceae. De typesoort is Xanthaptychia orientalis.

## Geslachten
Volgens Index Fungorum telt het geslacht drie soorten (peildatum december 2023):
| Soortnaam                     | Auteur(s)                     | Publicatiejaar |
| ----------------------------- | ----------------------------- | -------------- |
| Xanthaptychia aurantiaca      | (R. Br.) S.Y. Kondr. & Ravera | 2017           |
| Xanthaptychia contortuplicata | (Ach.) S.Y. Kondr. & Ravera   | 2017           |
| Xanthaptychia orientalis      | (Frödén) S.Y. Kondr. & Ravera | 2017           |